# Chapelle Saint-Nicolas d'Ekuk
Pour les articles homonymes, voir Chapelle Saint-Nicolas.
La chapelle Saint-Nicolas d'Ekuk ou église Saint-Nicolas est une chapelle orthodoxe russe située à Ekuk, dans la région de recensement de Dillingham, en Alaska. Elle est inscrite au Registre national des lieux historiques.

## Historique et description
Cette petite église de plain-pied en bois est construite en 1918 ou 1919 à l'emplacement d'un ancien édifice. À sa construction, elle mesure 16 pieds (4,9 m) de large et 21 pieds (6,4 m) de long, mais elle est ensuite agrandie pour atteindre 34 pieds (10,4 m) de long. Elle pourrait ressembler à une école rurale si elle ne possédait pas ses modestes symboles religieux extérieurs. Le bâtiment se trouve sur un promontoire sujet à une importante érosion. Situé à 185 pieds (56,388 m) de la côte, il pourrait être menacé d'ici 50 ou 100 ans.

## Protection
La chapelle Saint-Nicolas est inscrite au Registre national des lieux historiques le 6 juin 1980.